# Lori McKenna
Lori McKenna, nata Giroux (Stoughton, 22 dicembre 1968), è una cantautrice statunitense.

## Biografia
Lori McKenna ha sempre vissuto nel Massachusetts. Si sposa, all'età di 19 anni, con un suo compagno di scuola dal quale avrà cinque figli. Si è avvicinata al mondo della musica grazie a suo fratello, nel 1996, divenendo nota nell'ambiente musicale di Boston.  Ha scritto brani musicali per Keith Urban e Reba McEntire.

## Discografia
- 2000 - Paper Wings and Halo
- 2001 - Pieces of Me
- 2004 - The Kitchen Tapes
- 2004 - Bittertown
- 2007 - Unglamorous
- 2011 - Lorraine
- 2013 - Massachusetts
- 2014 - Numbered Doors
- 2016 - The Bird and the Rifle
- 2018 - The Tree
- 2023 - 1988